# MP 59
МР 59 — вагоны парижского метрополитена, эксплуатирующиеся с 1960 года. Были созданы в 1959 году. Данный тип вагонов стал одним из самых массовых в Парижском метро. Всего было построено 600 вагонов. С 2000 года начался вывод поездов из эксплуатации. По состоянию на 21 декабря 2012 года в эксплуатации находились 24 модернизированных состава MP 59, все на линии 11. Планировалось, что к 2014 году все поезда будут окончательно выведены из парка Парижского метро, однако срок их работы продлён до 2019 года.
На сегодняшний день метровагоны данного типа являются старейшими в регулярной эксплуатации на Европейском континенте.

## Предпосылки к созданию
После успешного внедрения вагонов типа MP 55, увеличивших пропускную способность Линии 11 на 5,5 %, RATP решила изучить вопрос об использовании подвижного состава с резиновыми шинами и на других линиях. Было решено в первую очередь переоборудовать Линию 1 как самую загруженную в системе, а затем и Линию 4.

## Описание
В целом вагоны MP 59 аналогичны MP 55, но есть несколько существенных отличий: более мощные тяговые двигатели (100 кВт против 67 кВт),  и широкое, цельное лобовое стекло, обеспечивающее лучший обзор пути. Также улучшения коснулись механического оборудования.
Первоначально поезда на Линии 1 состояли из пяти вагонов, поскольку станции не вмещали шестивагонные поезда. В 1962-1963 годах станции были удлинены, и в составы вцепили шестой вагон. На Линии 4 все платформы уже были удлинены к началу эксплуатации MP 59 в 1967 году.
Каждый поезд состоял из четырех вагонов второго класса, одного вагона первого класса и одного смешанного. Вагоны первого класса были окрашены в желтый цвет, а вагоны второго класса - в голубой. В 1980 году вагоны смешанного класса были переоборудованы во второй класс путём удаления перегородки в салоне.

## Эксплуатация
В 1974 году было заказано восемь дополнительных составов для увеличения парности на Линиях 1 и 4, в результате чего число поездов на каждой линии достигло 50-52. Также в это время был построен опытный состав типа MP 59DK, на котором испытывались многие усовершенствования, в дальнейшем применённые на вагонах типов MF 77 и MP 89. Этот состав работал на Линии 4 до 1979 года, а затем на Линии 1 до 1985 года. После этого опытный состав был отремонтирован с приведением к серийному типу. После этого он продолжал работать на Линии 1 или 4.
В 1986-1990 годах в салонах одного из составов МР 59 в порядке эксперимента работали телевизоры, показывавшие телепередачи и рекламу. Также некоторые станции Линий 1 и 4 были оборудованы телеэкранами в рамках того же эксперимента. Эксперимент оказался неудачным, и телевизоры были демонтированы в 1990 году.
Между 1989 и 1992 годами составы MP 59 на Линии 1 были модернизированы в рамках подготовки к продлению линии в Дефанс. Большая часть подвижного состава Линии 4 также была модернизирована. Однако часть составов на Линии 4 из-за чрезмерного износа модернизацию не прошли и были списаны, в том числе составы выпуска 1974 года, содержавшие дефекты в механическом оборудовании.
Сперва кузова модернизированных вагонов для Линии 1 красили полностью в белый цвет, а двери - в тёмно-синий, в салонах устанавливались белые сидения. Однако вскоре оказалось, что такая схема окраски сильно способствует вандализму, поэтому RATP от неё отказалась. В 1993 году RATP представила бело-зелёную схему окраски, и она была использована для всех составов.
Составы на Линии 11 формируются из четырёх вагонов, а не из шести, как на Линиях 1 и 4. Хотя все её платформы имеют длину 75 метров, достаточную для пятивагонного состава, депо Виктория (расположенное поблизости от Шатле) недостаточно велико для размещения пятивагонных составов.

## Вывод из эксплуатации
В 1995 году, с прибытием на Линию 1 составов типа МР 89, многие поезда МР 59 были либо переведены на другие линии, либо списаны. 24 отремонтированных состава MP 59 были переведены на линию 11, чтобы заменить списываемые составы MP 55, которые к середине 1990-х годов достигли конца своего срока службы. Другие были отправлены на Линию 4, чтобы заменить списываемые составы. Некоторые составы МР 59 были оставлены в качестве доноров запчастей к поездам Линии 11, другие модернизированные составы хранились как резерв для Линий 4 и 11, остальные были выведены из эксплуатации.
Состав № 047 был списан в 2007 году после пожара на станции Симплон, состав № 044 был списан по неизвестным причинам. В результате на линии 4 осталось 48 составов.
С приходом автоматизированных составов MP 05 на линию 1 оставшиеся 48 поездов MP 59 на Линии 4 были заменены высвободившимися MP 89 CC (так же, как перед этим на Линии 1). Первый поезд MP 89 CC (№ 01) прибыл на Линию 4 в апреле 2011 года и начал эксплуатироваться 23 мая 2011 года. Первым на Линии 4 был списан состав MP 59 № 6049 в апреле 2011 года, а последним - № 6021 21 декабря 2012 года.
Первоначально предполагалось, что некоторые составы будут переведены на линию 11 для увеличения парности, но эти планы не были осуществлены.
Хотя в настоящее время нет официальных планов замены MP 59 на Линии 11, STIF озвучил планы в конечном итоге заменить их MP 14 - новый тип подвижного состава с резиновыми шинами. Этот тип будет поставлен на линию 14 в восьмивагонном исполнении с автоматическим управлением. Не исключено, что для Линии 11 может быть разработан вариант с ручным управлением, состоящий из пяти вагонов, а в дальнейшем он поступит на Линия 6 для замены составов типа MP 73.

## Технические характеристики
- Длина состава: 90,39 м
- Ширина: 2,4 м
- Высота: 3,485 м от уровня поверхности качения
- Высота пола: 1,18 м от уровня поверхности качения
- Вес в рабочем состоянии: 126,4 тонны
- Вместимость при 4 чел/м2: 700 пассажиров, включая 144 места для сидения
- Складные места для сидения: 146
- Максимальная скорость: 70 км/ч
- Максимальная мощность: 1760 кВт
- Среднее ускорение 1,3 м/с2 от 0 до 30 км/ч при 4 чел/м2
- Максимальное замедление: 2 м/с2

## Типы, созданные на основе MP 59
В Монреальском метро - MR63.
В метро Мехико - MP-68.
В метро Сантьяго - NS-74.